# ایالت اویو
ایالت اویو (به لاتین: Oyo State) یک ایالت در نیجریه است که ۲۸٬۴۵۴ کیلومترمربع مساحت و ۵٬۵۹۱٬۵۸۹ نفر جمعیت دارد.